# Термокерамични покрития
Термокерамичните покрития (на английски: Thermo ceramic coatings; на немски: Thermokeramische Beschichtungen) са топлотехнически покрития с ниска топлопроницаемост. Термокерамичните покрития представляват вододисперсионни разтвори на акрилни смоли с изолационен агент вакуумни керамични (силикатни, алумо-силикатни и боро-силикатни) микрокапсули с диаметър 30 – 150 μм. След изсъхването си тези покрития формират върху съответната повърхност топлоизолационен слой с ниска топлопроницаемост, висока якост и резистентност към развитието на мухъл и плесени. Вътрешните термокерамични покрития осигуряват висока контактна температура при допир и в непосредствена близост до тях, като по този начин подобряват топлинния комфорт в помещенията, предпазват от конденз и мухъл и намаляват разходите за отопление. Външните термокерамични покрития се използват преди всичко за предпазване на сгради и съоръжения от слънчево прегряване, като най-популярни сред тях са покривните слънцезащитни покрития.

## Топлотехническа характеристика
Основната топлотехническа характеристика на този тип покрития, определяща физическия им модел на функциониране, е тяхната топлопроницаемост (Wärmeaufnahmefähigkeit). Определя се от коефициента на топлопроницаемост „b“ (β) 
{\displaystyle b={\sqrt {\lambda \cdot c\cdot \rho }}~~\left[{\frac {W\cdot h^{1/2}}{m^{2}\cdot K}}\right]}
Ниската топлопроницаемост обуславя висока контактна температура за стенните повърхности на помещенията и елементите на обзавеждането (преди всичко вътрешните стенни повърхности на външните стени през зимния период). Освен това тя е определяща за антикондензните и енергоспестяващи качества на покритията. За да притежава дадено покритие ниска топлопроницаемост, гарантираща му необходимите за практическо приложение качества, параметрите в горната формуласледва да имат следните стойности:
- коефициентът на топлопроводимост „λ“ – не повече от 0,07 W/mK;
- специфичен топлинен капацитет „с“ – не повече от 0,4 W.h/kg.K
- плътност „ρ“ – не повече от 200 kg/m3.

Този тип покрития притежават минимална хигроскопичност. Дори и малки количества влага в тях рязко повишава топлопроницаемостта и компрометират функционирането им. В практиката покритията с ниска топлопроницаемост намират приложения във всички случаи, когато дадена конструкция е необходимо да има висока контактна температура, т.е. да е топла при допир.

## Развитие
През последните няколко години водещи производители на термокерамични покрития в САЩ и Германия разработват ново поколение термокерамични покрития, при които е включена нискоизлъчваща компонента. Взаимодействието ѝ с микрокерамичните капсули осигурява високи рефлективни характеристики в инфрачервения спектър и покритията отразяват обратно в помещението по-голямата част от топлината, излъчвана под формата на инфрачервени вълни от отоплителните уреди.